# Manuel Herrera (cineasta)
Manuel Herrera (Santa Clara, 14 de octubre de 1942) es un director de cine, documentalista y guionista cubano. Ingresó al ICAIC en 1960. Su filme Zafiros, locura azul es reconocido como uno de los mayores éxitos de taquilla del cine cubano.

## Biografía
En Santa Clara, Herrera estudió la secundaria y el preuniversitario.
Desde muy joven manifestó inquietudes cinematográficas pues en los años cincuenta fundó un cine club junto a sus compañeros del Instituto de Segunda Enseñanza, y allí participó en la creación de algunas películas experimentales. En 1957 ―a los 15 años de edad― se enamoró de Eslinda Núñez (quien se convertiría en una famosa actriz de cine).
Cuando se creó el ICAIC en 1960, Herrera se mudó solo a La Habana, se acercó al instituto, y unos meses después fue contratado, trabajando en la revista Cine Cubano. A mediados de 1961 comenzó a trabajar como asistente de edición.
Ese año (1961) Herrera y Núñez se casaron en Santa Clara y se mudaron a La Habana.
Herrera se había puesto en contacto con el cine mediante la colaboración espontánea que le prestó al filme La batalla de Santa Clara ―tercer cuento de Historias de la Revolución―. Después de desempeñar las más disímiles labores, participó como asistente de montaje y asistente de dirección en varios largometrajes (Las doce sillas, Para quién baila La Habana y Cumbite) y documentales como Guantánamo (de José Massip).
En 1979, Herrera egresó como licenciado en Ciencias Políticas de la Universidad de La Habana.
Ha escrito guiones de cine y televisión y publicados cuentos adscritos al género de ciencia ficción, así como artículos y críticas cinematográficas en diversos periódicos y revistas. Ha sido jurado en diversos festivales y concursos literarios, y ha participado en numerosos eventos internacionales. Fue presidente de la Federación de Cine Clubes de Cuba.
Manuel Herrera ha recibido, entre otras, la Distinción por la Cultura Nacional de la República de Cuba; la Medalla 300 Aniversario de la ciudad de Santa Clara y el Sello de Laureado. Merecedor en el año 2022 de la más alta distinción como Premio Nacional de Cine.
Ha sido jefe de cátedra de primer año en la EICTV (Escuela Internacional de Cine y Televisión) de San Antonio de los Baños, y profesor de realización cinematográfica y guion en la FAMCA (Facultad de Medios de Comunicación Audiovisual) del ISA (Instituto Superior de Arte). Actualmente combina sus funciones de director cinematográfico con las de director de la Cinemateca de Cuba.

## Filmografía

### Como asistente de dirección
- 1960: Las doce sillas (largometraje de ficción), dirigida por Tomás Gutiérrez Alea.
- 1962: Para quien baila La Habana (largometraje de ficción), dirigida por Vladimir Chech.
- 1963: Cumbite (largometraje de ficción), dirigida por Tomás Gutiérrez Alea.
- 1964: Guantánamo (documental, 63’), dirigida por José Massip.
- 1970: Una pelea cubana contra los demonios (largometraje de ficción), dirigida por Tomás Gutiérrez Alea.

### Como director
- 1965: Cría porcina (documental científico-popular, 16’).
- 1966: Papel, vidrio y metal (documental científico-popular, 14’).
- 1967: Ganado (documental científico-popular, 19’).
- 1968: Y... (documental científico-popular, 17’).
- 1968: Granel (documental científico-popular, 15’).
- 1968: Valle del Cauto (documental, 17’).
- 1969: El llamado de la hora (documental científico-popular, 35’).
- 1971: Carnaval 70 (documental, 21’), no exhibido
- 1971: Brigada José Martí (documental, 21’), no exhibido
- 1972: Girón (documental, 118’).
- 1973: Régimen salarial (documental, 10’).
- 1974: Introducción a la fonética (publicidad de Havana Club).
- 1975: Hombres de mar (documental, 90’).
- 1976: Deportivamente (documental, 88’).
- 1977: La sexta parte del mundo (documental, 90’) codirección
- 1977: ¡Bienvenidos! (documental, 14’).
- 1978: Conversatorio con Haydée Santamaría I (documental, 30’) y II (documental, 34’).
- 1979: El pequeño capitán (documental, 13’), codirección con Rogelio París
- 1979: No hay sábado sin sol (largometraje de ficción).
- 1980: Un trabajo cotidiano (documental, 20’).
- 1981: Concierto latinoamericano (documental, 16’).
- 1985: Excursión a la naturaleza (documental, 14’).
- 1986: Capablanca (largometraje de ficción).
- 1988-1993: Día y noche, varios capítulos de esta serie de televisión.
- 1988-1993: documentales en formato de video para la televisión cubana
- 1997: Zafiros, locura azul (largometraje de ficción).
- 2004: Bailando Cha Cha Chá (largometraje de ficción).

## Premios y reconocimientos
- 2022: Premio Nacional de Cine
- Distinción por la Cultura Nacional.
- Medalla 300 Aniversario de la Ciudad de Santa Clara.
- Sello de Laureado.
- 1970: premio de la Selección Anual de la Crítica («uno de los filmes más significativos del año») por El llamado de la hora. La Habana (Cuba).
- 1972: premio de la Selección Anual de la Crítica («uno de los filmes más significativos del año») por Girón. La Habana (Cuba).
- 1972: Premio de Excelencia (Gran Premio). Festival de Cine de Georgetown (Guyana).
- 1973: Mención al grupo de documentales realizados con motivo del XIII Congreso de la CTC, de la Selección Anual de la Crítica, por Régimen salarial. La Habana (Cuba).
- 1979: Premio de la Unión de Escritores de la Unión Soviética, en el Festival Internacional de Cine de Tashkent (Uzbekistán), por No hay sábado sin sol.
- 1979: Premio Concurso Veintiséis de Julio de la UPEC. La Habana (Cuba), por El pequeño capitán.
- 1980: Premio Caracol de Edición a Gladys Cambre por el conjunto de su obra. Concurso de la UNEAC. La Habana (Cuba), por Un trabajo cotidiano.
- 1981: Mención de fotografía a Julio Simoneau por el conjunto de su obra. Concurso de la UNEAC. La Habana (Cuba), por Concierto latinoamericano.
- 1997: Premio de la Popularidad. XIX Festival Internacional del Nuevo Cine Latinoamericano. La Habana (Cuba), por Zafiros, locura azul.
- 1997: Premio El Mégano de la Federación Nacional de Cine Clubes. XIX Festival Internacional del Nuevo Cine Latinoamericano. La Habana (Cuba).
- 1998: Premio del Público. Semana de Cine Iberoamericano. Ciego de Ávila (Cuba).
- 1998: Premio Catalina de Oro de actuación a Luis Alberto García. Festival Internacional de Cine de Cartagena (Colombia).
- 1998: Premio de actuación a Néstor Jiménez. Cinemafest ’98, en San Juan (Puerto Rico).
- 1998: Premios Caracol: banda sonora a Juan A. Leyva; edición a Manuel Iglesias. Concurso de la UNEAC. La Habana (Cuba).

## Vida privada
Está casado con la actriz villaclareña Eslinda Núñez. Su único hijo, Inti Herrera Núñez, es cineasta. 

Aunque al principio dijo que no iba a dedicarse al séptimo arte, poco a poco tomó la determinación de ir a la escuela de cine, se presentó y aprobó. Imagínese, desde niño había visto a los grandes realizadores del país discutiendo sus guiones en mi casa. Tengo también una nieta adorable, y la familia se completa con la esposa de mi hijo, que es oncóloga.
Eslinda Núñez

Vive en La Habana.